# Jakobinia

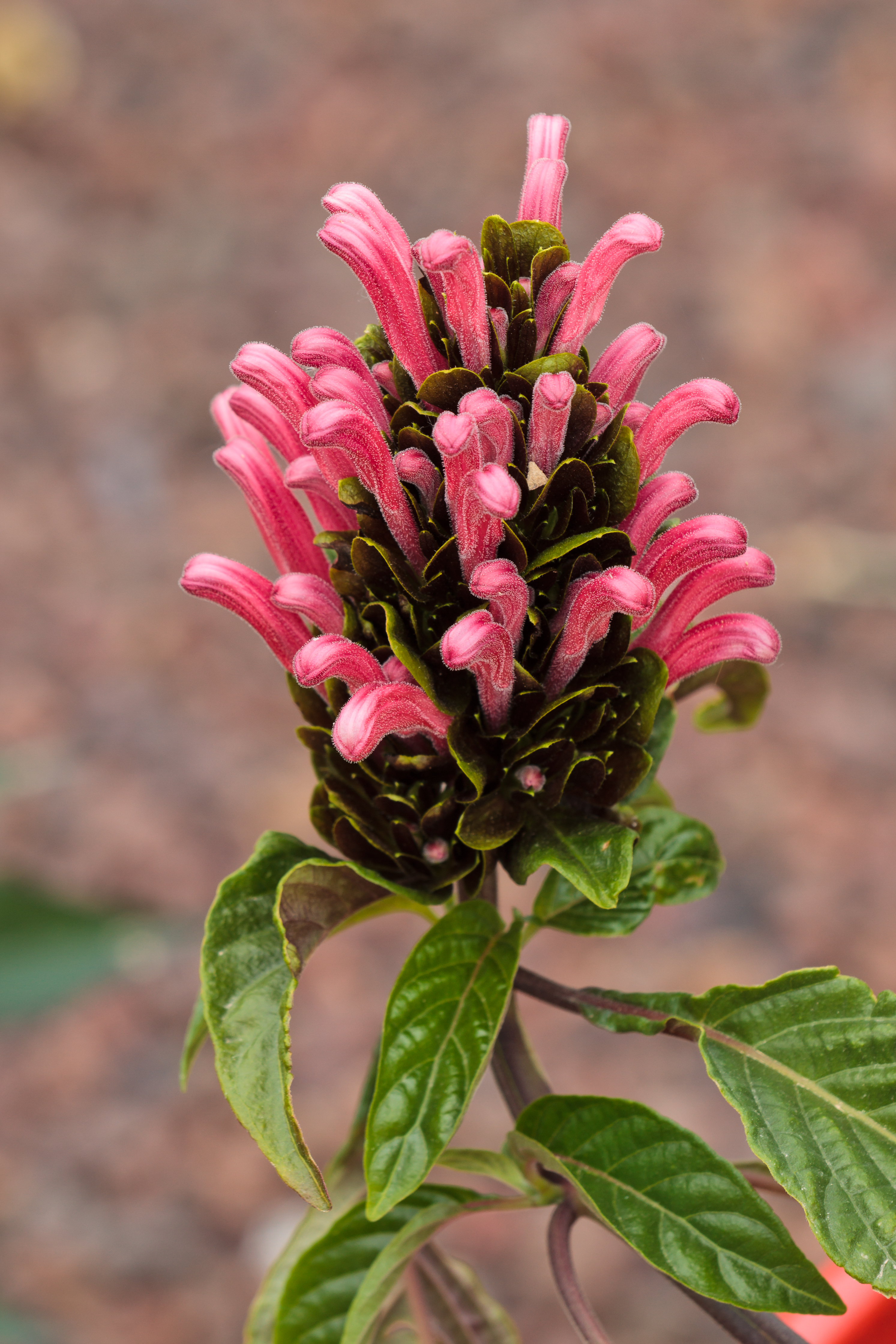
Justicia carnea

Jakobinia, jakobinka, strzałkowiec (Justicia L.) – rodzaj roślin należących do rodziny akantowatych (Acanthaceae). Obejmuje ok. 600–700 gatunków (współcześnie zalicza się tu szereg dawniej wyodrębnianych rodzajów takich jak: Adhotoda, Beloperone, Jacobinia, Monechma, Rugia). Występują one głównie w strefie tropikalnej i subtropikalnej z centrum zróżnicowania w Ameryce Południowej i Środkowej, także w ciepłym klimacie umiarkowanym. Rodzaj bardzo zróżnicowany i zasiedlający różnorodne siedliska – od pustyń i gór poprzez lasy po mokradła. Wiele gatunków jest uprawianych jako rośliny ozdobne, np. J. brandegeeana, J. suberecta, niektóre gatunki wykorzystywane są w ziołolecznictwie, np. J. adhatoda i J. gendarussa, rośliną jadaną jako warzywo jest J. klossi i J. ladanoides, halucynogenem jest J. pectoralis.
Nazwa naukowa rodzaju upamiętnia szkockiego prawnika i ogrodnika – Jamesa Justice’a (1698–1763), którego ekstrawagancki ogród doprowadził do bankructwa.

## Morfologia
PokrójByliny i półkrzewy do 2 m wysokości, rzadko też krzewy i niewielkie drzewa.
LiścieNaprzeciwległe, czasem srebrzyste lub całkiem zredukowane, ogonkowe lub siedzące, zwykle całobrzegie, rzadziej zatokowo wcinane lub drobno piłkowane.
KwiatyZebrane w wierzchotkowate kwiatostany szczytowe lub wyrastające w kątach liści, czasem zredukowane do pojedynczego kwiatu, często też w formie grona lub wiechy. Kwiaty wsparte są różnorodnie wykształconymi przysadkami, często okazałymi i barwnymi. Podobne do nich są też dwa podkwiatki wyrastające na szypułkach. Kielich jest dwuwargowy, tworzony przez pięć działek. Płatki są zrośnięte i tworzą dwuwargową, rurkowatą lub lejkowatą koronę z górną wargą dwułatkową i dolną trójłatkową. Korona ma barwę białą lub czerwoną. Pręciki cztery lub dwa. Zalążnia górna, dwukomorowa, z dwoma zalążkami w każdej z komór. Szyjka słupka pojedyncza zakończona zaokrąglonym lub lekko dwudzielnym znamieniem.
OwoceTorebki z dwoma lub czterema nasionami.

## Systematyka
Rodzaj z plemienia Justiciinae z podrodziny Acanthoideae w obrębie rodziny akantowatych Acanthaceae.
Wykaz gatunków